# Гермаринген
Гермаринген (нем. Germaringen) — община в Германии, в земле Бавария. 
Подчиняется административному округу Швабия. Входит в состав района Восточный Алльгой.  Население составляет 3759 человек (на 31 декабря 2010 года). Занимает площадь 22,88 км².